# Mareda (manzana)
Mareda es el nombre de una variedad cultivar de manzano (Malus domestica). 
Un híbrido de manzana diploide de Parental-Madre Winesap x Parental-Padre Desconocido. Criado por A. C. Nashen en 1926 en "Scutes Farm" cerca de Hastings Inglaterra. Las frutas tienen una pulpa verde teñida de blanco cremoso bastante suave con un sabor dulce. Tolera la zona de rusticidad delimitada por el departamento USDA, de nivel 5.

## Historia
'Mareda' es una variedad de manzana, resultado del cruce de Parental-Madre 'Winesap' x Parental-Padre (donante de polen) Desconocido. Criado por A. C. Nashen en 1926 en "Scutes Farm" cerca de Hastings Inglaterra.
'Mareda' está cultivada en diversos bancos de germoplasma de cultivos vivos tales como en National Fruit Collection (Colección Nacional de Fruta) de Reino Unido con el número de accesión: 1945-036 

## Características
'Mareda' es un árbol de un vigor moderadamente vigoroso. Presenta vecería siendo necesario en los años de sobreproducción aclareo de la fruta. Tiene un tiempo de floración que comienza a partir del 8 de mayo con el 10% de floración, para el 12 de mayo tiene una floración completa (80%), y para el 19 de mayo tiene un 90% caída de pétalos.
'Mareda' tiene una talla de fruto medio; forma cónico redondo, altura 63.00mm y anchura 66.00mm; con nervaduras débiles, y corona media; epidermis tiende a ser dura suave con color de fondo es verde amarillo, con un sobre color rojo intenso, casi púrpura en la cara expuesta al sol, importancia del sobre color medio-alto, y patrón del sobre color rayado / moteado, a veces se pueden detectar rayas vagas, algunas redes de "russeting", especialmente alrededor de la cavidad del tallo. Algunas lenticelas pequeñas y oscuras son visibles en la cara sombreada, "russeting" (pardeamiento áspero superficial que presentan algunas variedades) bajo; cáliz es pequeño y cerrado, asentado en una cuenca estrecha y profunda; pedúnculo es corto, tiende a ser largo y se encuentra en una cuenca profunda con forma de embudo que está con ruginoso-"russeting" en forma de rayos que se extienden hacia el hombro, y a menudo hacia la cara; carne de color blanco crema. Firme, dulce con un marcado sabor a melón.
Su tiempo de recogida de cosecha se inicia a finales de octubre. Se mantiene bien hasta dos meses en cámara frigorífica. Resiste el congelamiento.

## Usos
Una excelente manzana para comer en postre de mesa, y en la elaboración de sidra. Hace excelentes jugos de manzana.

## Ploidismo
Diploide, polen estéril. Grupo de polinización: D, Día 12.